# Giải Hòa bình của Nhân dân
Giải Hòa bình của Nhân dân (tiếng Na Uy: Folkets Fredspris) là một giải thưởng của Na Uy dành cho những người có đóng góp lớn trong việc bảo vệ hòa bình trên thế giới, nhưng không được trao Giải Nobel Hòa bình. Số tiền thưởng được quyên góp từ các tổ chức xã hội và từ mọi người dân, vì vậy giải mang tên này. Giải bắt đầu được trao từ năm 1974.

## Các người đoạt giải
- 1974 - Hélder Câmara, Brasil
- 1976 - Mairead Corrigan và Betty Williams, Bắc Ireland
- 1982 - Alva Myrdal, Thụy Điển
- 1991 - Vytautas Landsbergis, Litva
- 2004 - Mordechai Vannu, Israel